# BuzzSaw
BuzzSaw (englisch für „Kreissäge“) in der Dreamworld in Coomera (Queensland, Australien) ist eine Stahlachterbahn vom Modell SkyLoop der Maurer AG, die am 17. September 2011 eröffnet wurde. Auf der 150 Meter langen und 46 Meter hohen Strecke wird der Zug auf eine Höchstgeschwindigkeit von 105 km/h beschleunigt.

## Geschichte
Im Dezember 2009 erschien im Gold Coast Bulletin ein Bericht über die Neuheiten der regionalen Freizeitparks, dem zufolge die Dreamworld mit einem Hersteller über die Erweiterung seines Achterbahnangebots verhandele. Februar 2011 verkündete der Betreiber der Dreamworld, Ardent Leisure, dass der Park 2011 anlässlich seines 30-jährigen Bestehens zwei neue Fahrgeschäfte eröffnen werde. Im April wurde bekannt, dass neben dem familiengeeigneten Disk’O „Shockwave“ (der im Juni 2011 eröffnet wurde), ein weiteres großes Fahrgeschäft im September eröffnet werden solle. Der Name „BuzzSaw“ wurde zwei Monate später durch den scheidenden CEO Noel Dempsey bestätigt. Etwa zur gleichen Zeit wurde mit den Bauarbeiten begonnen.
Am 20. Juli 2011 wurde BuzzSaw offiziell angekündigt, bevor die Anlage am 17. September 2011 schließlich offiziell eröffnet wurde.

## Fahrt

### Hintergrundgeschichte
BuzzSaw erzählt die Geschichte einer Reihe unerklärlicher Ereignisse in Town of Gold Rush Ende des 19. Jahrhunderts. Die fiktive Stadt wurde während des großen Goldrausches 1876 gegründet. Elf Jahre später, 1887, waren die Goldvorkommen erschöpft, woraufhin ein Sägewerk gebaut und der Fokus fortan auf Holz gelegt wurde. In einer klaren und mondhellen Nacht wurde Jack Darke, Mitarbeiter des Sägewerks, von der Kreissäge getötet, nachdem er sich mit anderen Mitarbeitern gestritten hatte, die versucht haben, das Werk in Brand zu setzen. Nachdem viele Bewohner nachts seinem Geist begegnet waren, wurde das Sägewerk geschlossen.

### Station
Der Eingang von BuzzSaw befindet sich im Themenbereich Town of Gold Rush gegenüber der Wilden Maus „Eureka Mountain Mine Ride“, die jedoch nicht mehr in Betrieb ist. Das Stationsgebäude ist als verlassenes Sägewerk von Town of Gold Rush thematisiert und erzählt die Geschichte von Jack Darke. Im Wartebereich sind zahlreiche Bildschirme in die Wände eingelassen, die brennendes Holz zeigen. Die wartenden Besucher werden von Geräuschen einer Kreissäge beschallt, sowie von Warnungen, nicht weiter zu gehen und zu fliehen, solange es noch möglich ist.

### Fahrtverlauf
Nachdem der Zug von den Parkmitarbeitern freigegeben wurde, wird er vom vertikalen Kettenlift auf eine Höhe von 46 Metern gezogen. Oben angekommen, gleitet er langsam in die Heartline-Roll und fährt senkrecht nach unten, woraufhin er seine Höchstgeschwindigkeit von 105 km/h erreicht und die Station wieder durchfährt. Anschließend fährt der Zug einige weitere Male zwischen den beiden Abfahrten hin und her, bevor er wieder in die Kette des Liftes arretiert und kontrolliert in die Station geführt wird.
Die Fahrt dauert etwa 50 Sekunden.

## Technik

### Zug

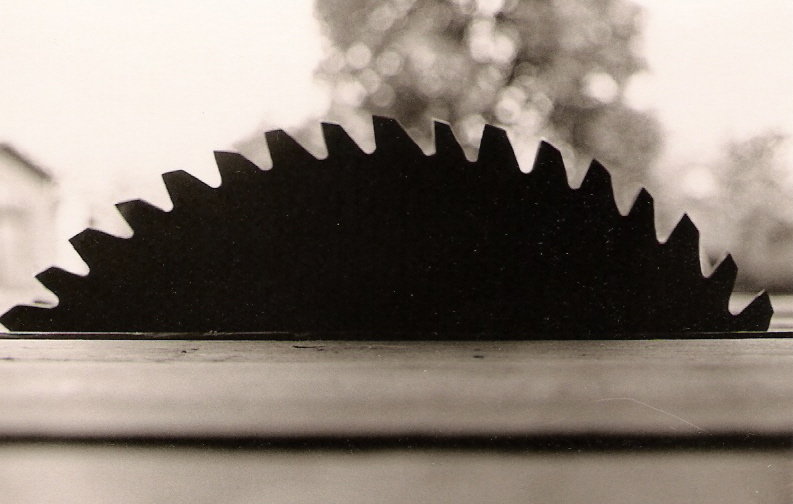
Eine namensgebende Kreissäge

BuzzSaw verfügt über einen Zug vom Typ „X-Car“ des Herstellers Maurer. Er besteht aus zwei Wagen, in denen sich je drei Reihen für zwei Personen befinden, sodass der Zug zwölf Fahrgäste fasst. Als Rückhaltesystem kommen Schoßbügel zum Einsatz.

### Schiene
Die aus Stahl gefertigte, rot lackierte Schiene von BuzzSaw ist 150 Meter lang und erreicht an ihrer höchsten Stelle, der Heartline-Roll, eine Höhe von 46 Metern. Die maximale Neigung beläuft sich auf 90 Grad.

## Rezeption
BuzzSaw wurde von Kritikern überwiegend positiv aufgenommen. Melinda Siegmeier vom Gold Coast Bulletin meinte, dass „Scream Machine“ eine passende Bezeichnung für das neueste Fahrgeschäft in der Dreamworld sei. Auf den Kettenlift Bezug nehmend meinte sie: „[…] an diesem Punkt wünschte ich mir allerdings, ich wäre wieder auf dem Boden.“
Der Betreiber der Dreamworld, Ardent Leisure, bezeichnete das Fahrgeschäft als vollen Erfolg. Im ersten Jahr sind über 435.000 Personen mit der Bahn gefahren. Im Achterbahn-Ranking Best Roller Coaster Poll platzierte sich BuzzSaw 2012 zusammen mit baugleichen Anlagen jedoch nur auf Platz 221 von 365.